# 嘉義縣立棒球場
嘉義縣立棒球場是位於台灣嘉義縣太保市的棒球場，因嘉義縣承辦1997年（民國86年）臺灣區運動會而建造，1996年落成啟用至今。
嘉義縣立棒球場位於縣府特區內，鄰近嘉義縣政府、嘉義縣議會、嘉義長庚紀念醫院、故宮南院及高鐵嘉義站高鐵特區。1997年至2002年為台灣大聯盟嘉南勇士隊主場地，2006年球季起，中華職棒沒有安排一軍例行賽，僅二軍例行賽於此進行。2019年起，成為Lamigo桃猿與轉手後樂天桃猿職業棒球隊的春訓場地。
嘉義市立棒球場重建完成後，嘉義縣立棒球場的比賽急遽減少，現在內野護墊掉了很多，很無奈地成為「蚊子」棒球場。2005年，誠泰COBRAS出人意料地選擇本球場為牛蛇總冠軍賽第四戰主場，但也在此慘遭興農牛隊橫掃封王。2007年台灣高鐵正式通車，但距離高鐵嘉義站不遠的嘉義縣立棒球場並未獲得中華職棒青睞，並無任何例行賽在此舉行。2015年更發生韓國職棒LG雙子隊二軍球員劉宰昊撞上由保麗龍組成的全壘打牆而骨折的憾事。雖然球場已開始整修，但是仍未達到做職棒場地的標準，希望政府能重視整修狀況。
中華職棒大聯盟的賽程表為避免與嘉義市立棒球場混淆，將球場簡稱為嘉縣。

## 球場資訊
- 座落地址：嘉義縣太保市祥和二路東段2號
- 觀眾席數：9,000席
- 右外野：322英尺（98.1）
- 中外野：403英尺（122.8）
- 左外野：322英尺（98.1）

## 重要日期
- 職棒首戰：
  - 中華職棒大聯盟：1996年7月14日（味全龍0：3統一獅）
  - 台灣職棒大聯盟：1997年2月28日（台北太陽6：2嘉南勇士）
- 明星賽：
  - 中華職棒大聯盟：無
  - 台灣職棒大聯盟：1999年
- 季後賽：
  - 中華職棒大聯盟：無
  - 台灣職棒大聯盟：1998年、2000年
- 總冠軍賽：
  - 中華職棒大聯盟：1996年、2005年
  - 台灣職棒大聯盟：1997年
- 國際比賽：無

## 職棒訓練基地
- 中華職棒樂天桃猿春訓場地

## 外部連結
- 中華職棒大聯盟全球資訊網-嘉義縣立棒球場（页面存档备份，存于）
- 嘉義縣立棒球場在台灣棒球維基館上的頁面（繁體中文）